# Delomerista kusuoi
Delomerista kusuoi är en stekelart som beskrevs av Tohru Uchida och Setsuya Momoi 1957. Delomerista kusuoi ingår i släktet Delomerista och familjen brokparasitsteklar. Inga underarter finns listade i Catalogue of Life.